# Mark Martin

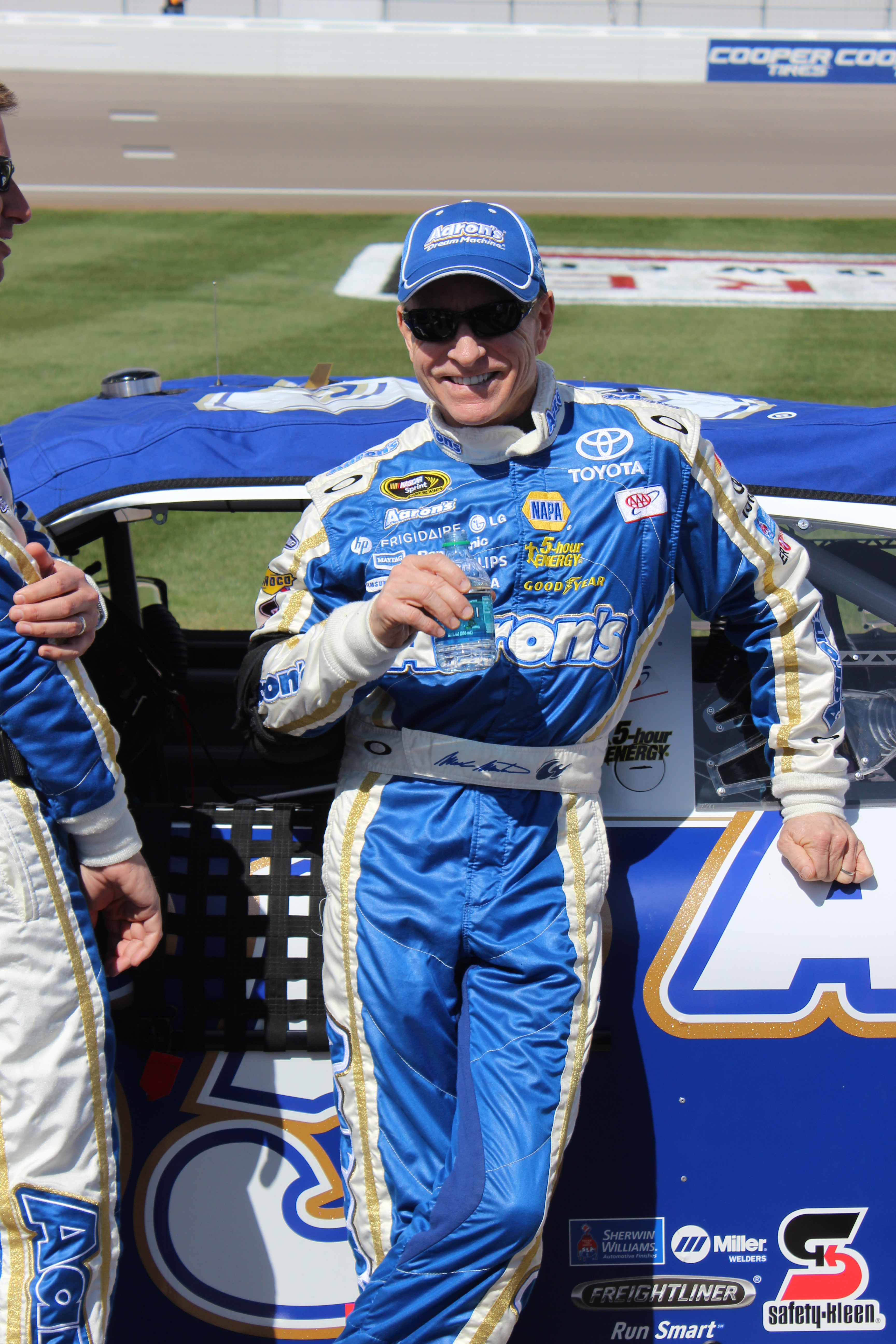
Mark Martin.

Mark Anthony Martin, más conocido como Mark Martin, (Batesville, Arkansas, Estados Unidos, 9 de enero de 1959) es un piloto estadounidense de automovilismo de velocidad retirado. Lleva cosechados cinco subcampeonatos de la NASCAR Cup Series en 1990, 1994, 1998, 2002 y 2009, finalizó tercero en 1989, 1993, 1997 y 1999 y cuarto en 1995, 2004 y 2005, sin nunca obtener el título.
Desde su debut en la categoría en 1981 hasta 2013, Martin ha logrado 40 victorias en 882 carreras disputadas, incluyendo las 600 Millas de Charlotte de 2002, las 500 Millas Sureñas de Darlington de 1993 y 2009, las 500 Millas de Otoño de Talladega de 1995 y 1997 y la Carrera de las Estrellas de la NASCAR de 1998 y 2005, mas ninguna en las 500 Millas de Daytona. También lleva registrados 271 arribos entre los cinco primeros, y 56 pole positions.
Martin compitió para el equipo Roush desde 1988 hasta 2006, todos ellos al volante de un Ford número 6. Luego pasó a pilotar en un Chevrolet: para el equipo Ginn en 2007, Earnhardt en 2008, Hendrick de 2009 a 2011; y en 2012 condujo un Toyota para Michael Waltrip Racing. En 2013, disputó 16 carreras para Waltrip, y 16 con un Chevrolet para Stewart-Haas Racing, reemplazando al lesionado Tony Stewart. Llegó tercero en las 500 Millas de Daytona, la pole position en Phoenix y cinco top 10.
Antes de debutar en la NASCAR, Martin compitió en la American Speed Association, resultando Novato del Año 1977 y campeón en 1978, 1979, 1980 y luego en 1986. Es el segundo piloto más triunfador en la NASCAR Nationwide Series, con 49 carreras ganadas a junio de 2012. Sin embargo, su mejor resultado final fue octavo en 1987, ya que ese disputó todas las carreras y el resto de sus participaciones fueron parciales. Martin ostenta el récord de títulos (cinco, en 1994, 1996, 1997, 1998 y 2005) y triunfos (trece) en la International Race of Champions.